# ملخ آفت

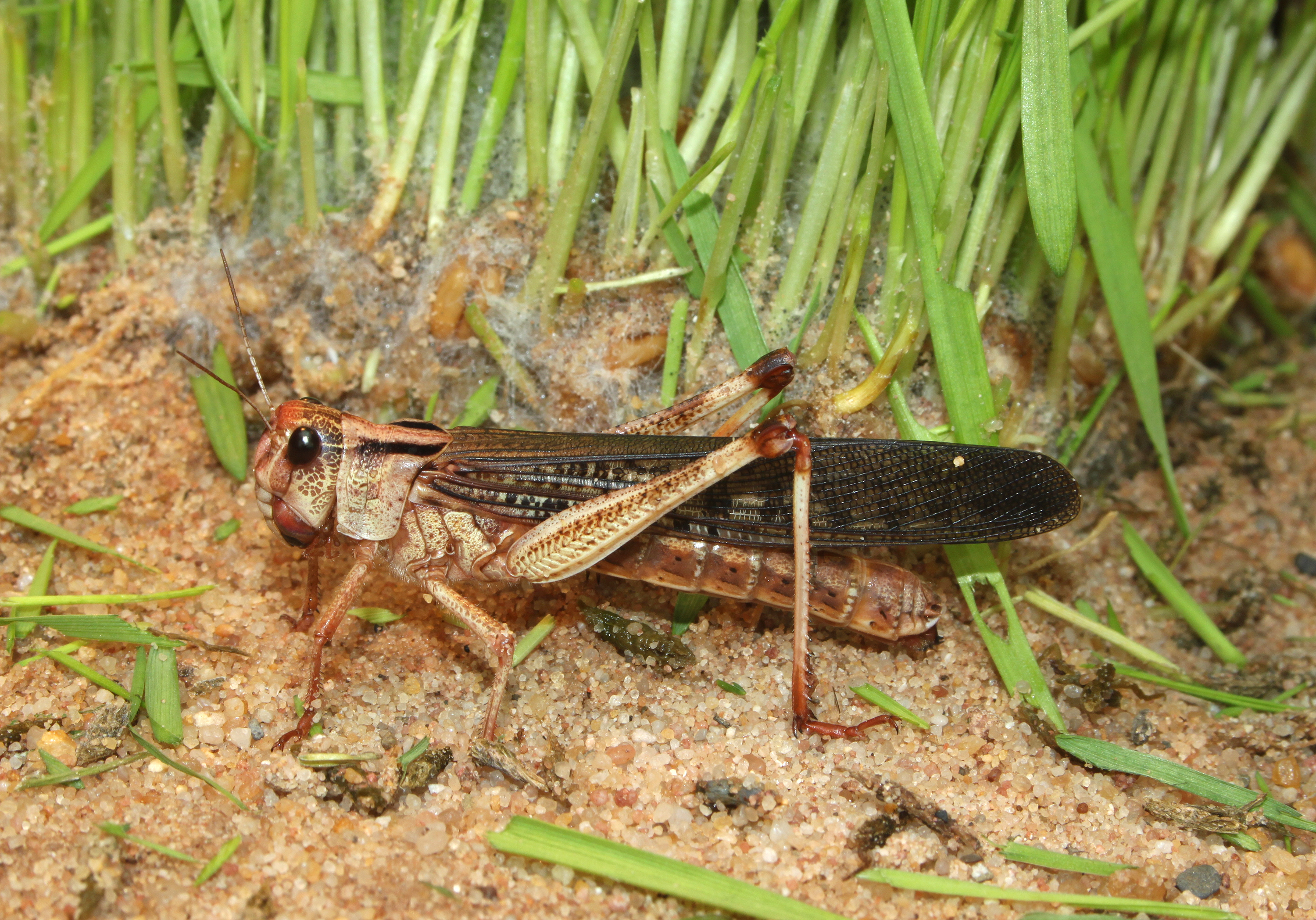
نوعی ملخ مهاجر

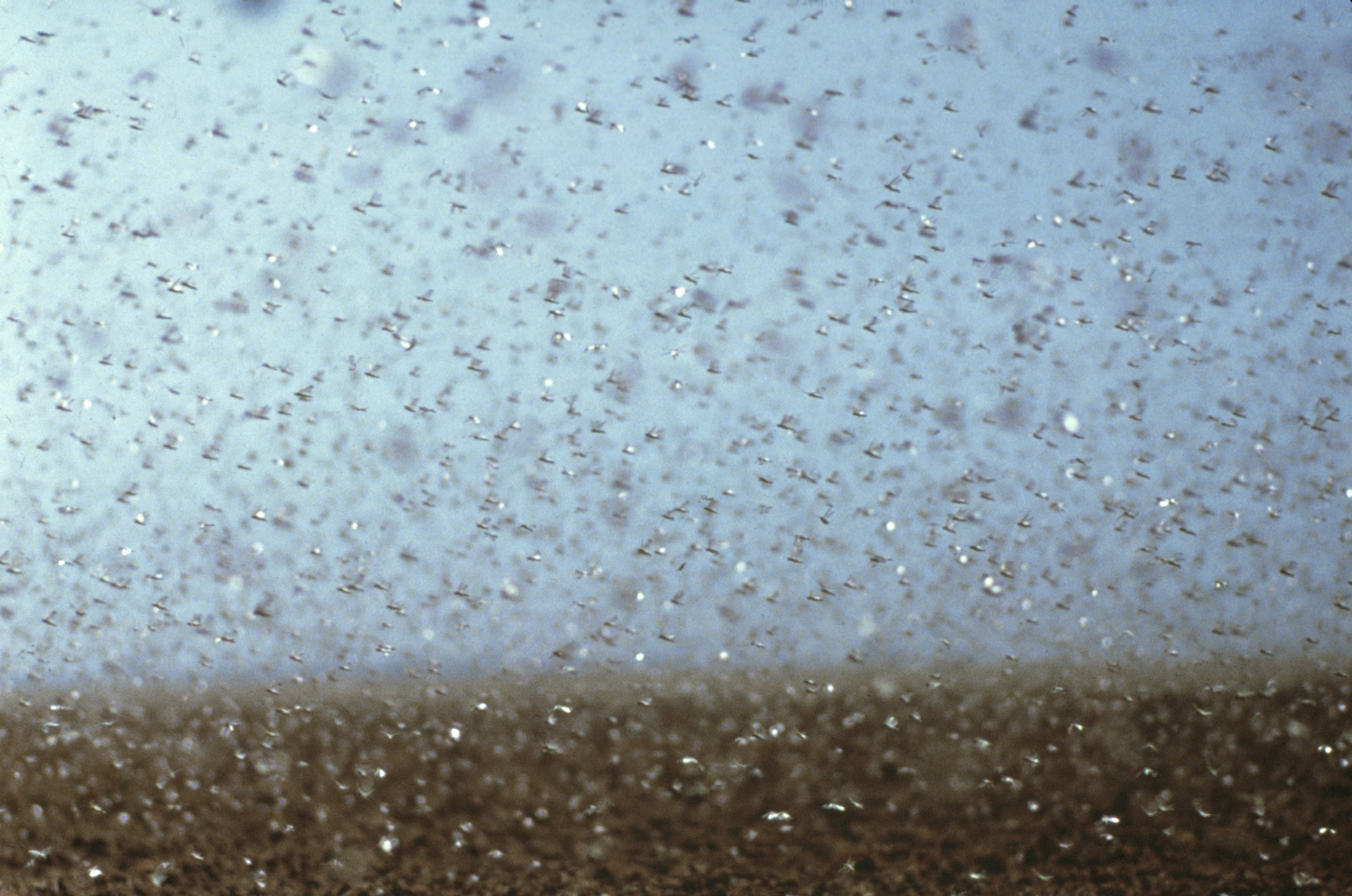
میلیون‌ها ملخ در حرکت دسته جمعی

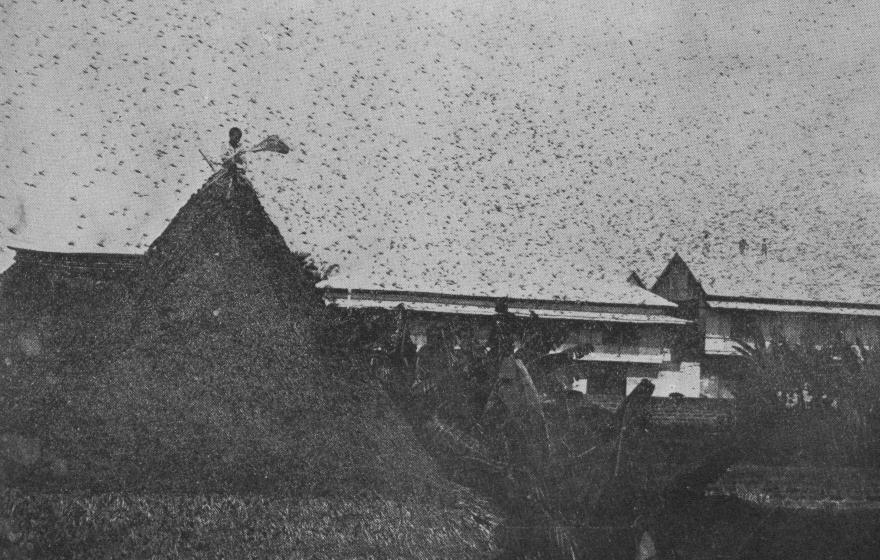
دسته‌های ملخ در حمله به مزرعه‌ای در فیلیپین در سال ۱۹۱۲

ملخ آفت (به انگلیسی: Locust)، گروهی از ملخ‌ها هستند که می‌توانند دارای رفتار ازدحامی و طغیانی داشته باشند. علت این امر بالا رفتن میزان بارندگی سالیانه پس از یک دوره خشکسالی است، که بالا رفتن سروتونین در مغز ملخ‌ها سبب تحریک تولیدمثل بالای آنها می‌شود. این جمعیت برای پیداکردن غذا، دست به مهاجرت دسته‌جمعی می‌زنند که با حمله به مزارع زیان‌های زیادی وارد می‌کنند. تشکیل دسته‌های بزرگ ملخ تابعی از شرایط مناسب آب‌وهوایی است و در برخی از سال‌ها و برخی مناطق رخ می‌دهد. علت تشکیل این دسته‌ها و نحوه پیش‌بینی آن هنوز به خوبی روشن نیست.